# Augochloropsis spinolae
Augochloropsis spinolae är en biart som först beskrevs av Cockerell 1900.  Augochloropsis spinolae ingår i släktet Augochloropsis och familjen vägbin. Inga underarter finns listade.